# Isère (megye)
Isère (IPA: [iˈzɛːʁ]; arpetánul: Isera, okcitánul: Isèra) a 83 eredeti département egyike, amelyeket a francia forradalom alatt 1790. március 4-én hoztak létre.

## Elhelyezkedése
Franciaország délkeleti részén terül el, Auvergne-Rhône-Alpes régió (2015 végéig Rhône-Alpes régió) része. A megyét keletről Savoie, délről Hautes-Alpes, nyugatról Drôme, északról pedig Rhône, Ardèche, Loiret és Ain megyék határolják.

## Települések
A megye legnagyobb városai 2011-ben:

| Település            | Népesség |
| -------------------- | -------- |
| Grenoble             | 157 424  |
| Saint-Martin-d’Hères | 36 177   |
| Échirolles           | 35 995   |
| Vienne               | 28 800   |
| Fontaine             | 22 243   |
| Bourgoin-Jallieu     | 26 173   |
| Voiron               | 19 893   |
| Meylan               | 17 487   |
| Villefontaine        | 18 374   |
| Saint-Égrève         | 16 006   |

## Galéria

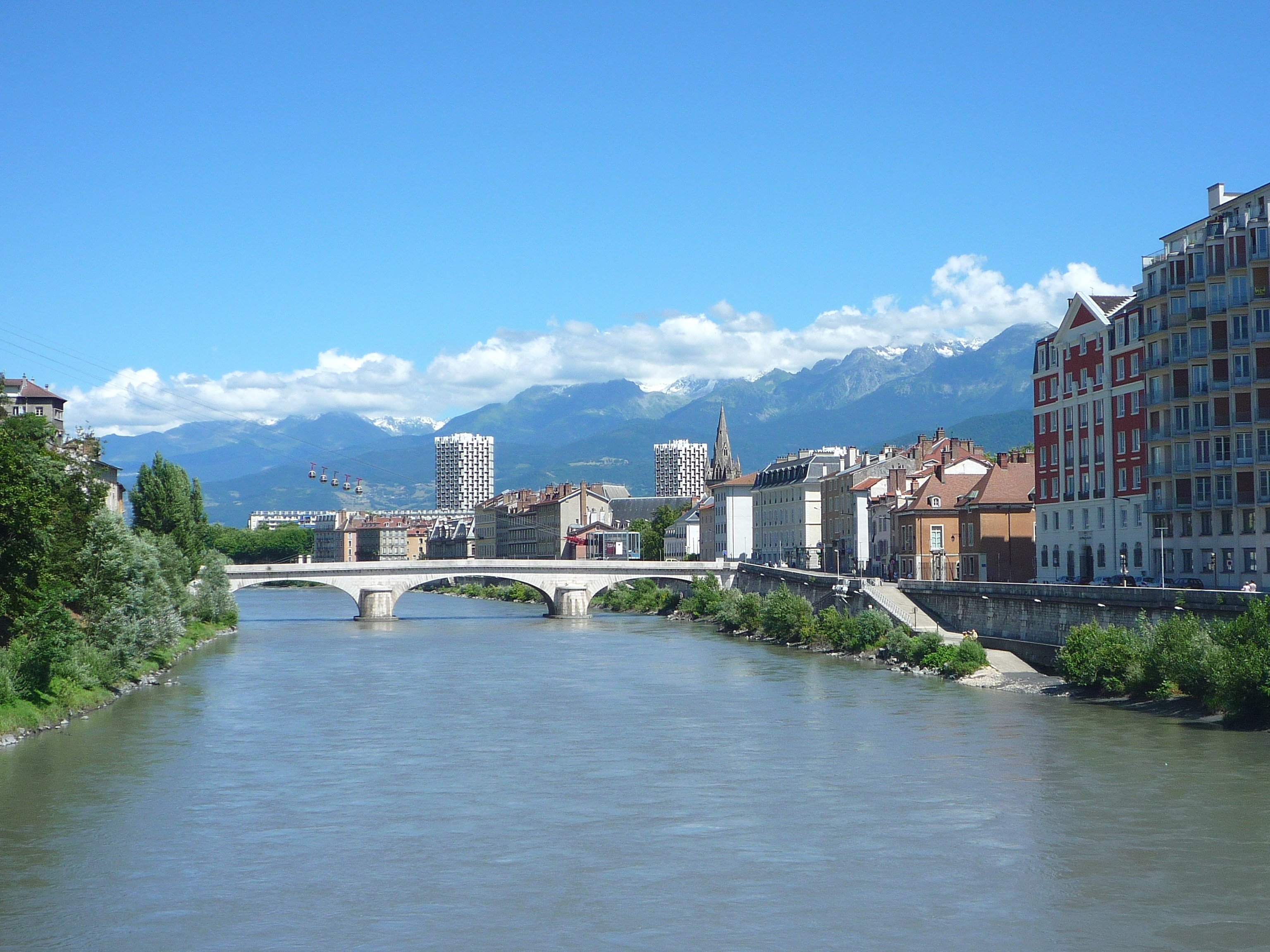
Grenoble
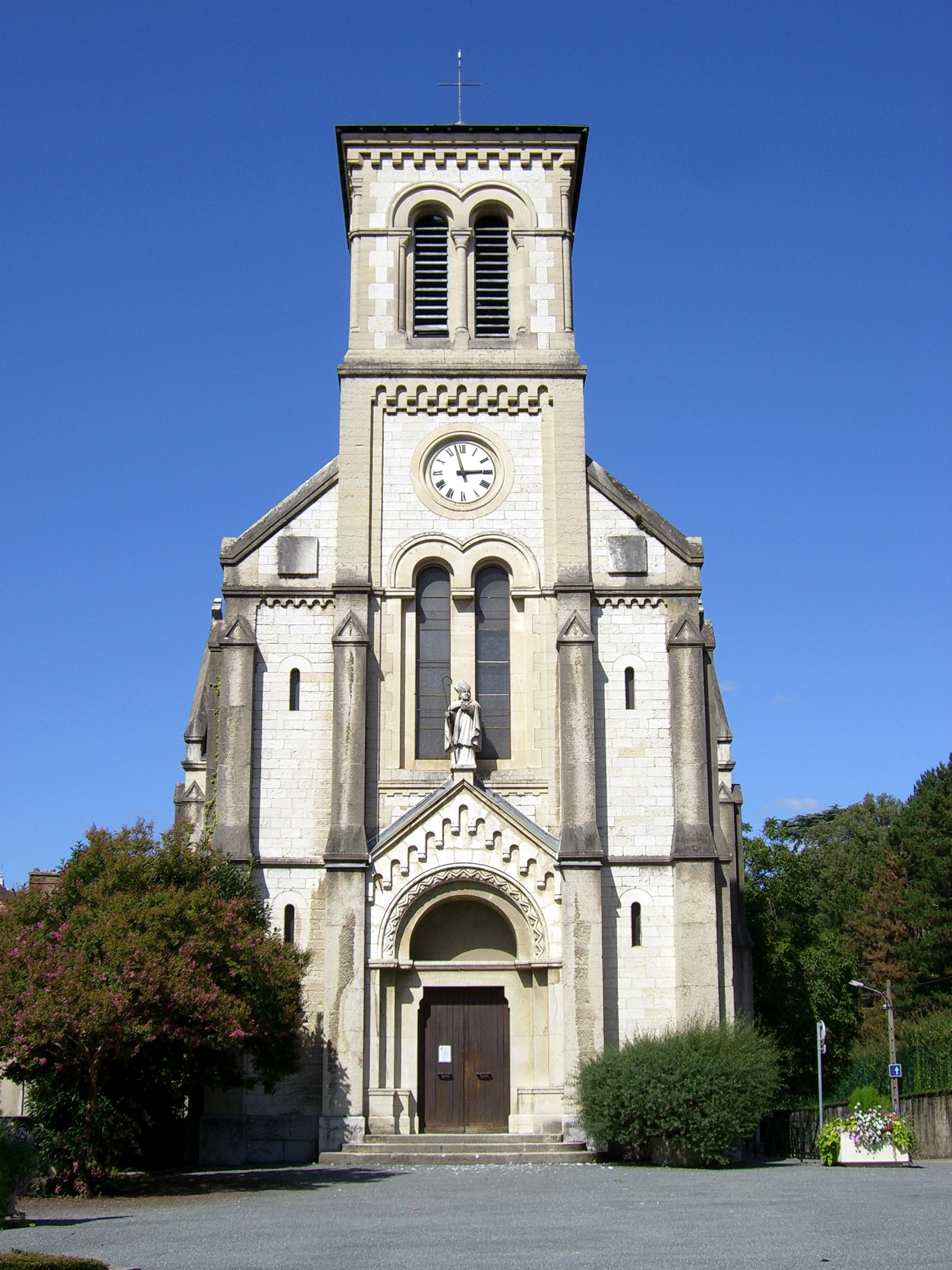
Saint-Martin-d'Hères
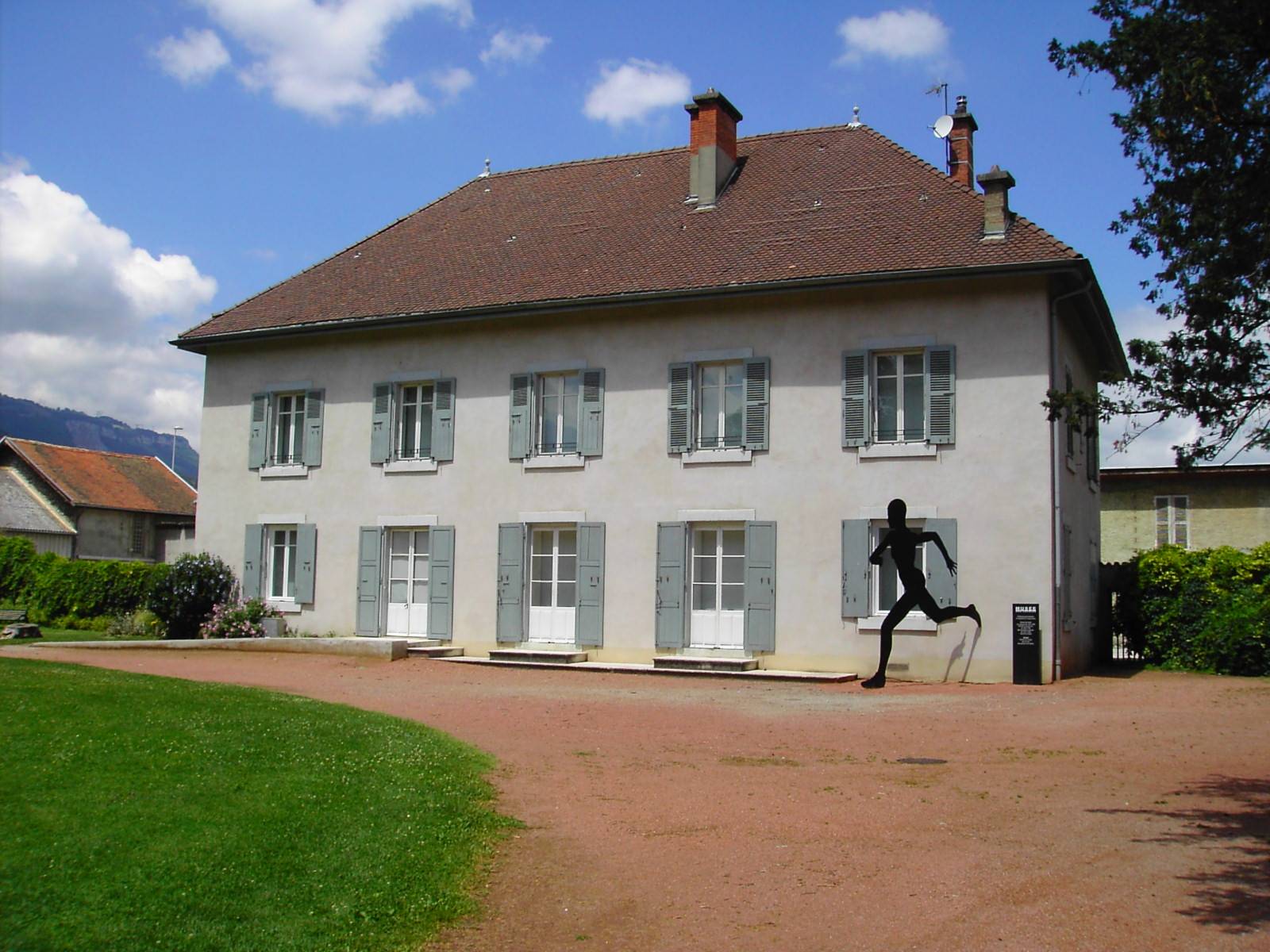
Échirolles
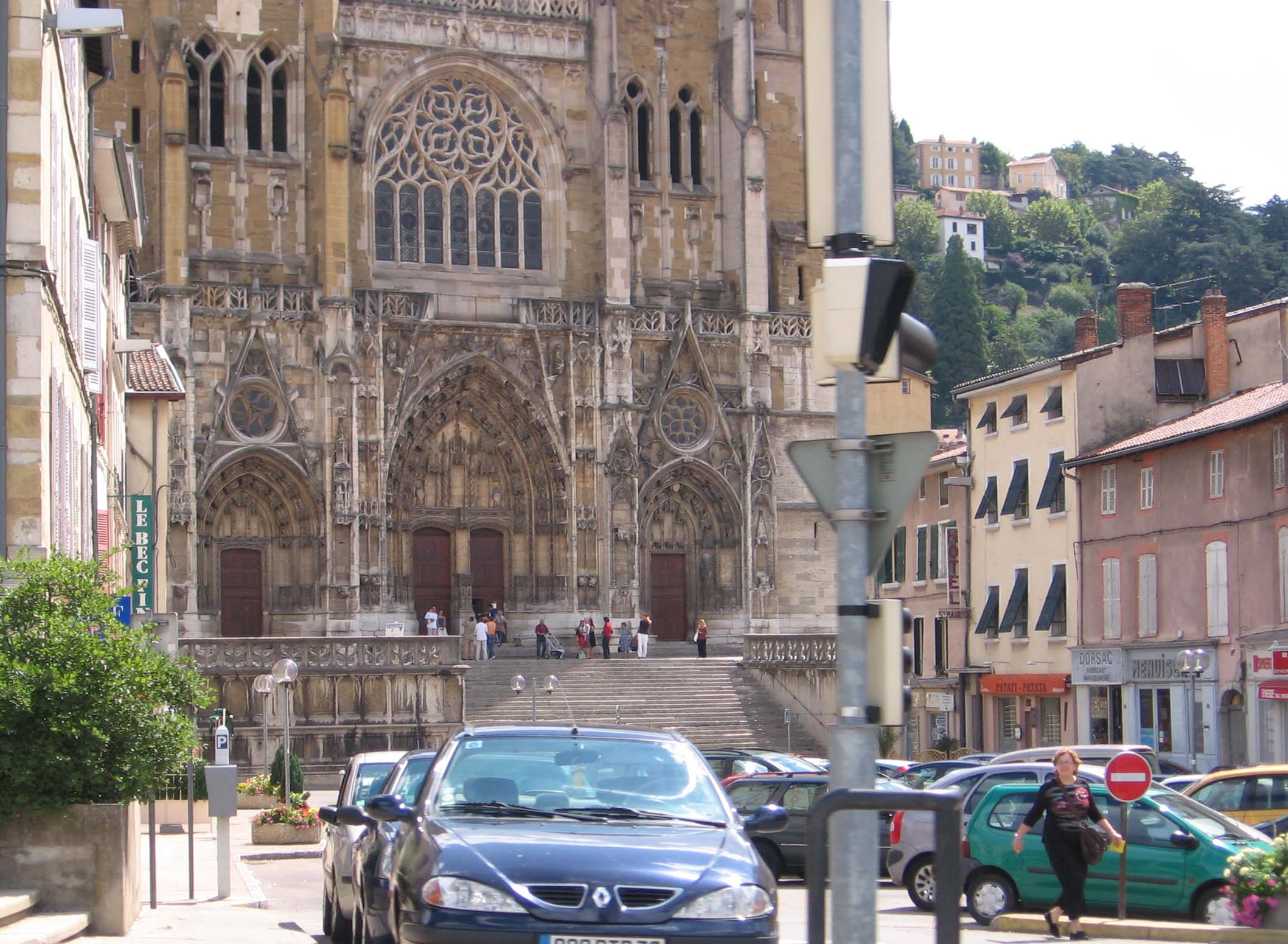
Vienne